# جيم ألين
جيم ألين (18 أغسطس 1951 - ) (بالإنجليزية: Jim Allen)‏ هو لاعب كريكت بريطاني. لعب مع Leeward Islands cricket team ‏.